# Teherszállító repülőgép

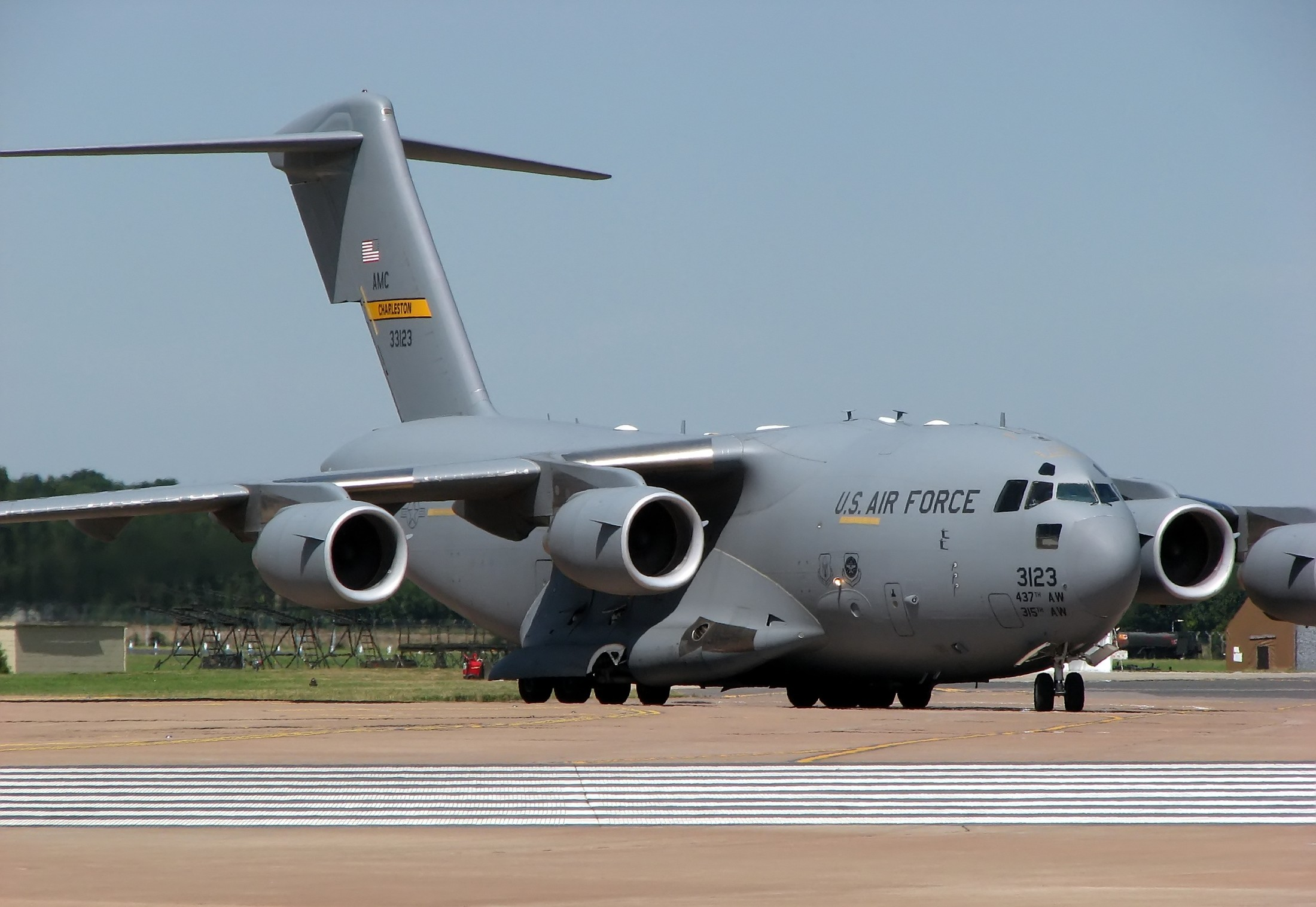
Napjaink egyik legmeghatározóbb katonai teherszállító repülőgépe a Boeing C–17 Globemaster III

A teherszállító repülőgép az utasszállító repülőgépből fejlődött ki, általánosságban véve a gyors szállítást igénylő, nagy (harc)értékű áruk mozgatására használják. Kezdetben, az 1920-as évek elejétől a polgári utasszállító gépekből átalakított gépeket gyakran mostohább körülmények között, alacsonyabb ellátási szinten kiépített repülőterekről kellett üzemeltetni. Ezen gépek még főként az utasszállítást kiegészítő csomagszállítók voltak, később a 30-as évek elejétől, a megfelelő típusok kifejlesztésével váltak igazán teheráru szállítókká. A 20. század háborúiban, főleg a második világháború előtt és annak elején nagy számban alkalmaztak civil teherszállító repülőgépeket, amik egyre nehezebben tudták ellátni a dinamikusan fejlődő harchelyzetek diktálta igényeket. Ezért a harctéri tapasztalatok alapján megfogalmazódtak a katonai teherszállító repülőgépek legfontosabb paraméterei, a velük szemben támasztott követelmények. Sebességük a világháború miatt rohamosan fejlődő motorok és hajtóművek következtében kétszeresére, háromszorosára, teheremelő képességük a sokszorosára nőtt, mint elődeiké. Ezeket a katonai teherszállító repülőgépeket a Föld minden pontján bevetették már. A világháború után alkalmazni kezdett légcsavaros gázturbinákkal, és később a gázturbinás sugárhajtóművekkel mind sebességük, mind teheremelő képességeik megtöbbszöröződtek, ezzel különféle típusaik alakultak ki. Az 1950-es évek második felétől egyre jobban fejlődő civil légiszállítási iparág szükségessé tette, hogy az utasszállító gépekből áruszállító változatokat is kifejlesszenek. A korszerű repülőgépek moduláris felépítésű utastere akár egy órán belül átalakítható a teherszállításra alkalmas raktérré. A 21. század elejére a légi áruszállítás fejlődése évente – az utasszállítás 5–6%-kal való évenkénti növekedésével arányosan – tovább nő.
Fontosabb légiszállító vállalatok: United Parcel Service, FedEx, DHL, Antonov Design Bureau stb.
Nemzetközi szervezete az IATA (International Air Transport Association – magyarul Nemzetközi Légi Szállítási Szövetség).

## Közös jellemzők
A teherszállító repülőgépekre általánosságban jellemzők:
- Osztályba sorolásuk a személyszállító gépekhez hasonlóan a hatótávolságuk alapján történik.
- Csak ritkán egy hajtóművesek, többségük két vagy négy (vagy akár hat) hajtóművel rendelkezik.
- Felszállótömegük néhány ezer kg-tól 600 000 kg-ig terjed.
- Utazósebességük 500–1000 km/h közötti (jellemzőbb a kisebb sebesség)
- Egyes rövid hatótávolságú gépektől eltekintve a raktér is légkondicionált és túlnyomásos, így ott emberek vagy élő állatok is szállíthatók.
- A teher rögzítésére speciális fogók és pányvák állnak rendelkezésre, amiket  gépi erővel feszesre lehet húzni.
- Van olyan teherszállító repülőgép, aminek az orr-része felhajtható a nagyméretű terhek rakodásához, a többségnél a törzs végén lehajtható „csapóajtó” van erre a célra. Egyes gépek oldalról rakodhatók.
- A teher rakodását emelő- és csörlőberendezések segítik; egyes gépeken a padlózat görgős kialakítású, amin a teher (a rögzítések kioldása után) könnyebben mozgatható.
- Rendszeres áruszállítás esetén (főleg a polgári gépeken) szabványos konténereket alkalmaznak, így a ki- és berakodás gyorsabb.
- A teherszállító repülőgépek között nem ritka a rövid felszállópályát igénylő, ún. STOL repülőgép, ezeket például magas hegyek között, őserdőkben, sivatagos terepen alkalmazzák.
- Futóművük esetenként nem húzható be, és van úszótalpas vagy sítalpas kialakítású is.
- A nagy terhelés miatt a futómű a feltétlenül szükségesnél több (akár 20-30) kereket tartalmaz, ezek kisnyomású, nagy átmérőjű kerekek, amik lehetővé teszik az előkészítetlen, füves terepen való fel- és leszállást is.

## Polgári teherszállító repülőgépek

### Dugattyús robbanómotoros repülőgépek
- ANT–6
- Junkers F 13
- Junkers G 23/24
- Junkers G 38
- Ju 52 Tante Ju
- Ju 90
- Fw 200A/B Condor
- R6V Constitution
- Airspeed AS.57 Ambassador

### Légcsavaros gázturbinás repülőgépek
- Antonov An–140
- Let L–410 Turbolet

### Gázturbinás sugárhajtóműves repülőgépek
- Aero Spacelines Pregnant Guppy
- Aero Spacelines Super Guppy
- Aero Spacelines Mini Guppy
- Airbus A300–600ST Beluga
- Airbus A310–200F/300F
- Airbus A321P2F
- Airbus A330–200F/P2F
- Airbus A330 BelugaXL
- Airbus A380F
- BAe 146
- Boeing 707F
- Boeing 727F
- Boeing 737F
- Boeing 747F

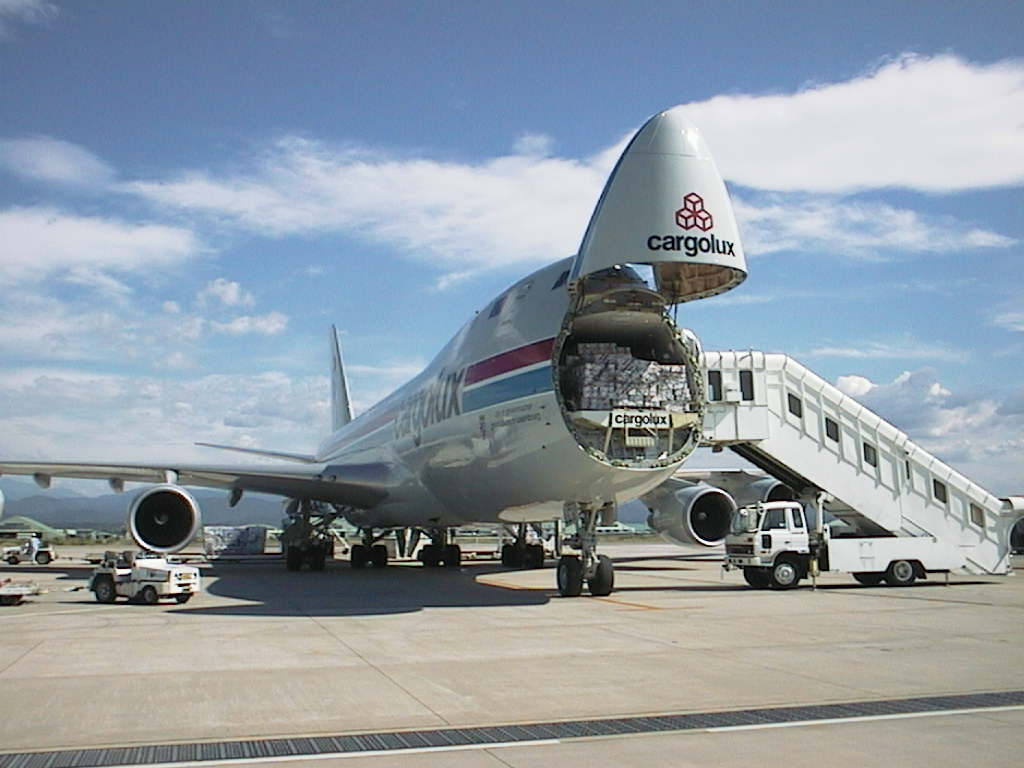
Cargolux Boeing 747-400F

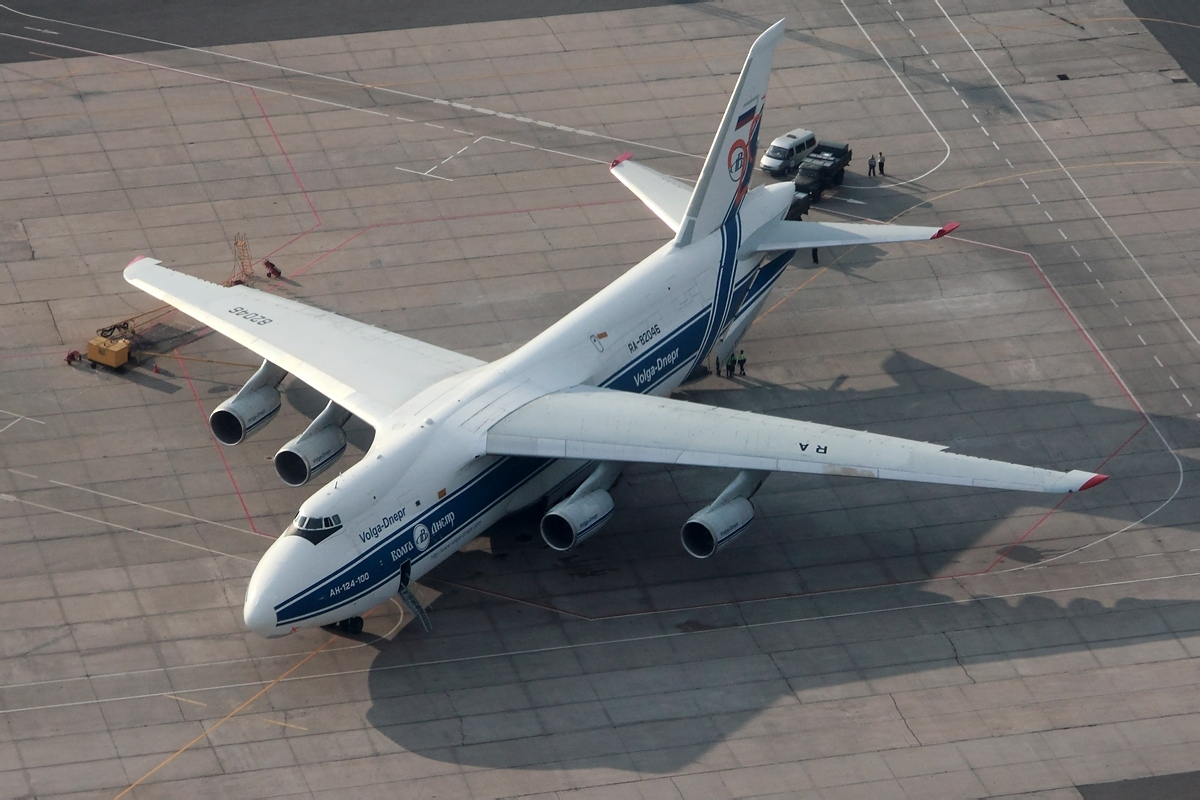
Antonov An–124 Ruszlan

- Boeing 747 Space Shuttle Carrier Aircraft
- Boeing 747 Large Cargo Freighter
- Boeing 757F
- Boeing 767F
- Boeing 777F
- Lockheed L–1011 TriStar
- McDonnell Douglas MD–10
- McDonnell Douglas MD–11
- VM–T Atlant
- Antonov An–124 Ruszlan
- Antonov An–225 Mrija
- Iljusin Il–76

### Rakétahajtású teherszállító repülőgépek
- Űrrepülőgép: Space Shuttle, Buran.

## Katonai teherszállító repülőgépek

### Katonai vitorlázók
- DFS 230
- Airspeed AS.51 Horsa
- Waco Aircraft Company vitorlázórepülői
  - Waco CG–3 (kiképző a CG–4-re)
  - Waco CG–4 (becenevén a Hadrian)
  - Waco CG–13
  - Waco CG–15
- Me 321
- Junkers Ju 322 Mamut

### Dugattyús robbanómotoros repülőgépek
- Junkers Ju 52/3m Tante Ju
- Savoia-Marchetti SM.75
- Junkers Ju 90
- Focke-Wulf FW 200C Condor
- Arado 232 Tausendfüßler
- Messerschmitt Me 323 Gigant
- Curtis C–46 Commando
- Douglas C–47 Skytrain
- Douglas C–54 Skymaster
- Douglas C–74 Globemaster
- Fairchild C–82 Packet
- Boeing C–97 Stratofreighter
- Fairchild C–119 Flying Boxcar
- Fairchild C–123 Provider
- Douglas C–124 Globemaster II
- Hughes H–4 Hercules – 1 db épült belőle.
- Tupoljev TB–3
- Liszunov Li–2 Cab
- Antonov An–2 Colt
- SNCAN Noratlas

### Légcsavaros gázturbinás repülőgépek
- Antonov An–12 Cub
- Antonov An–22 Anteusz
- Antonov An–24 Coke
- Antonov An–26 Curl
- Antonov An–30 Clank
- Antonov An–32 Cline
- Antonov An–70
- CASA C–212 Aviocar
- CASA CN–235
- EADS CASA C–295
- Aerospatiale/MBB (ma már EADS) C–160
- Aeritalia G.222 Panda
- Alenia/Lockheed Martin C–27J Spartan
- Lockheed C–130 Hercules
- Douglas C–133 Cargomaster
- EADS A400M Atlas

### Billenőrotoros gázturbinás konvertiplánok
- V–22 Osprey

### Gázturbinás sugárhajtóműves repülőgépek

#### Könnyű szállítógépek
- Antonov An–72 Coaler
- Antonov An–74 Coaler

#### Közepes szállító repülőgépek
- Airbus A400M Atlas
- Iljusin Il–76 Candid

#### Nehéz szállítógépek
- Lockheed C–5 Galaxy
- Boeing C–17 Globemaster III
- Lockheed C–141 Starlifter